# غلامرضا اسلامی بیدگلی
غلامرضا اسلامی بیدگلی (زاده ۱۳۲۵ در آران و بیدگل - درگذشته ۹ فروردین ۱۳۹۲ در تهران)، عضو هیئت علمی دانشکده مدیریت دانشگاه تهران، رئیس سابق انجمن مدیریت ایران، مدیرعامل سابق شرکت سرمایه‌گذاری ملی ایران (سهامی عام)، مشاور اقتصادی رئیس وقت مجلس شورای اسلامی و از دانشگاهیان سرشناس ایران در رشته مدیریت مالی بود. از وی بیش از ۷۰ کتاب و مقاله بر جای مانده‌است.

## زندگی‌نامه و تحصیلات
غلامرضا اسلامی بیدگلی در سال ۱۳۲۵ در آران و بیدگل زاده شد. پس از چندی همراه با خانواده به تهران مهاجرت کرد. مدرک کارشناسی خود را در رشته حسابداری از مؤسسه عالی حسابداری گرفت و برای ادامه تحصیلات عالی به انگلستان رفت. در سال ۱۹۷۵ مدرک کارشناسی ارشد خود را در رشته مدیریت مالی و کنترل از دانشگاه ساوت‌همپتون گرفت و به میهن بازگشت. سپس، ابتدا در سال ۱۳۷۱ کارشناسی ارشد مهندسی سیستم‌ها و بهره‌وری (مهندسی صنایع) از دانشگاه آزاد اسلامی واحد تهران جنوب و در سال ۱۳۷۳ دکتری مدیریت امور مالی از دانشگاه تهران گرفت.

### پیشینه دانشگاهی
غلامرضا اسلامی بیدگلی از سال ۱۳۶۲ عضو هیئت علمی دانشگاه تهران شد و در دانشگاه‌های صنعتی شریف، صنعتی امیرکبیر، فردوسی مشهد و امام صادق نیز دروس مدیریت مالی، حسابداری و اقتصاد تدریس می‌کرد. زمینه‌های تخصصی-پژوهشی وی به گواه پروفایل‌اش بر روی وبگاه دانشکده مدیریت دانشگاه تهران، گروه آموزشی مدیریت مالی و بیمه، عبارت بودند از مدیریت مالی، مدیریت سرمایه‌گذاری و اقتصاد مالی. اسلامی بیدگلی طی سه دهه کار دانشگاهی، در مقاطع کارشناسی ارشد و دکتری در مجموع استاد راهنما و استاد مشاور بیش از ۲۰۰ پایان‌نامه و رساله بود. وی هنگام درگذشت، دارای رتبه علمی دانش‌یاری بود و قرار بود در سال ۱۳۹۲ به مرتبه استادی در رشته مدیریت مالی ارتقا یابد.

## پیشینه حرفه‌ای
وی در کنار کار دانشگاهی، پیشینه درازی نیز در کارهای حرفه‌ای داشت. از جمله، می‌توان به انجام خدمت در سازمان گسترش و نوسازی صنایع ایران، دیوان محاسبات کشور، هیئت نظارت سازمان حسابرسی، شرکت چوب و کاغذ ایران و شرکت سرمایه‌گذاری ملی ایران نام برد.

### عضویت و هم‌کاری با انجمن‌های علمی و حرفه‌ای
وی علاوه بر عضویت در انجمن حسابداران خبره ایران، انجمن مدیران مالی، و جامعه حسابداران رسمی ایران (دارای عنوان حسابدار رسمی)، عضو پیوسته انجمن مدیریت ایران نیز بود و دو دوره ریاست هیئت مدیره آن انجمن را بر دوش داشت.

### عضویت در هیئت تحریریه مجلات تخصصی
- تحقیقات مالی
- بررسی‌های حسابداری و حسابرسی
- مدیریت
- تحقیقات حسابداری
- بازار و سرمایه
- بورس
- دانش حسابرسی[۲]

### مقالات
وی نویسنده مقاله‌هایی است که در زیر به بخشی از آن‌ها اشاره شده‌است:
- حسابرسی مدیریت
- مروری بر تیوری‌ها و خط مشی‌ها
- تقسیم سود

## درگذشت
غلامرضا اسلامی بیدگلی که از اسفند ۱۳۹۱ به دلیل عوارض بیماری دیابت و ناراحتی کلیه و قلب در بیمارستان مهر تهران بستری بود، جمعه، ۹ فروردین ۱۳۹۲ درگذشت. پیکرش، یک‌شنبه، ۱۱ فروردین ۱۳۹۲ از روبروی دانشکده مدیریت دانشگاه تهران تشییع شد و در قطعه نام‌آوران بهشت زهرا به خاک سپرده شد.

## بناهای یادبود
کم‌تر از سه‌ماه پس از درگذشت غلامرضا اسلامی بیدگلی بلوار ورودی شهر آران و بیدگل در جاده قدیم به نام وی نام‌گذاری شد. بر این اساس، بلوار بین میدان علم و صنعت تا میدان شهیدان اربابی به نام «غلامرضا اسلامی بیدگلی» نام‌گذاری شده‌است.

## جوایز و افتخارات
- استاد نمونه دانشگاه تهران، در سال ۱۳۸۸.
- جایزه کتاب سال، بیست و ششمین دوره کتاب سال جمهوری اسلامی ایران، سال ۱۳۸۷.
- جایزه کتاب سال، شورای پژوهشی دانشگاه تهران
- جایزه کتاب بهترین‌های بازار سرمایه ایران، برای تألیف کتاب مباحثی در تئوری و مدیریت مالی، در سال ۱۳۸۸.
- جایزه کتاب شایسته تقدیر، بیست و هفتمین دوره کتاب سال جمهوری اسلامی ایران، برای تألیف کتاب مباحثی در تئوری و مدیریت مالی.
- اعلام به عنوان مشاهیر حسابداری ایران، انجمن حسابداری ایران، سال ۱۳۸۹.
- اعلام به عنوان مشاهیر مدیریت مالی ایران، انجمن مهندسی صنایع ایران، سال ۱۳۹۲.[۲]